# Kassettebånd
 For alternative betydninger, se Bånd.
Kassettebånd (engelsk: Compact Cassette) er et lagringsmedie specielt beregnet til lyd, fx tale og musik.

## Kassettebåndets historie og udbredelse
Kassettebånd blev introduceret i 1963 af den hollandske elektronikvirksomhed Philips. Til at begynde med fandtes et konkurrerende system fra Grundig, hvor kassetterne var lidt større. Efter få år var systemet fra Philips altdominerende. I 1965 begyndte masseproduktionen. I løbet af 1970'erne blev kassettebåndet yderst populært. En række store firmaer producerede kassettebånd. De mest kendte bånd-fabrikanter på den tid var: Agfa, Ampex, BASF, Fuji, Hitachi, Irish, Maxell, Philips, Scotch, Sony og TDK.
Kassettebånd bruges nu kun i begrænset omfang. I stedet lagres musik typisk på cd, computere eller USB-stik. Kassettebånd fremstilles dog stadig af bl.a. Sony, men siden 2003 har pladeselskaberne ikke udgivet nye albums på kassette. Dette ændrede sig dog i 2017 da den danske folkgruppe Tørfisk valgte at udgive deres nyeste album på kassettebånd.

## Tekniske bemærkninger
Der findes fire slags kassettebånd: Ferro, Chrome, Ferro-Chrome og Metal. De to sidstnævnte er nærmest forsvundet fra markedet, fordi de var dyre (til gengæld var lydkvaliteten bedre end med de normale ferro-bånd).
Kassettebåndets størrelse er ca. 10 cm x 6 cm. Båndet optages/afspilles med hastigheden 4,75 cm/s. Dette er langsommere end spolebånd, som typisk afspilles med 9,5 cm/s eller 19 cm/s (eller endnu højere hastighed). Derfor kan man opnå bedre lydkvalitet ved at optage på spolebånd i stedet for kassettebånd.

## Ekstern henvisning
- Informationsordbogen. Opslagsord: Kassettebånd
- Digitalbevaring.dk: Kassettebånd Arkiveret 24. september 2020 hos  Wayback Machine